# SEE YOU
「SEE YOU」（シー ユー） は、日本のロックバンド、黒夢の6枚目のシングル。

## 概要
黒夢のシングル曲で唯一の人時作曲。黒夢のシングルで8cmシングルとして発売された作品で最も収録曲が多く、表題曲「SEE YOU」の歌詞が裏ジャケットに直接掲載。3曲目「KISS」は『feminism』収録の「くちづけ」のヴァージョン・タイトル違い。オリコンチャート5位を記録。

## 収録曲
| 全作詞: 清春。 |                                   |      |      |                  |      |
| #              | タイトル                          | 作詞 | 作曲 | 編曲             | 時間 |
| 1.             | 「SEE YOU」                       | 清春 | 人時 | 黒夢             | 5:00 |
| 2.             | 「COMICAL」                       | 清春 | 黒夢 | 黒夢             | 3:53 |
| 3.             | 「KISS」                          | 清春 | 清春 | 黒夢、佐久間正英 | 4:49 |
| 4.             | 「SEE YOU ORIGINAL INSTRUMENTAL」 | 清春 | 人時 | 黒夢             | 5:00 |